# La víbora negra
Blackadder  (La víbora negra en España) fue una sitcom histórica británica, producida y emitida por la BBC entre 1983 y 1989. Creada por Richard Curtis y Rowan Atkinson y protagonizada por el propio Atkinson, la serie repasa momentos clave de la historia del Reino Unido, entre 1485 y 1917.
Cuenta con cuatro temporadas, tituladas The Black Adder, Blackadder II, Blackadder the Third y Blackadder Goes Forth, emitidas en español con el título genérico de La víbora negra.
Richard Curtis y Rowan Atkinson concibieron The Black Adder mientras trabajaban juntos en Not the Nine O'Clock News.

## Argumento

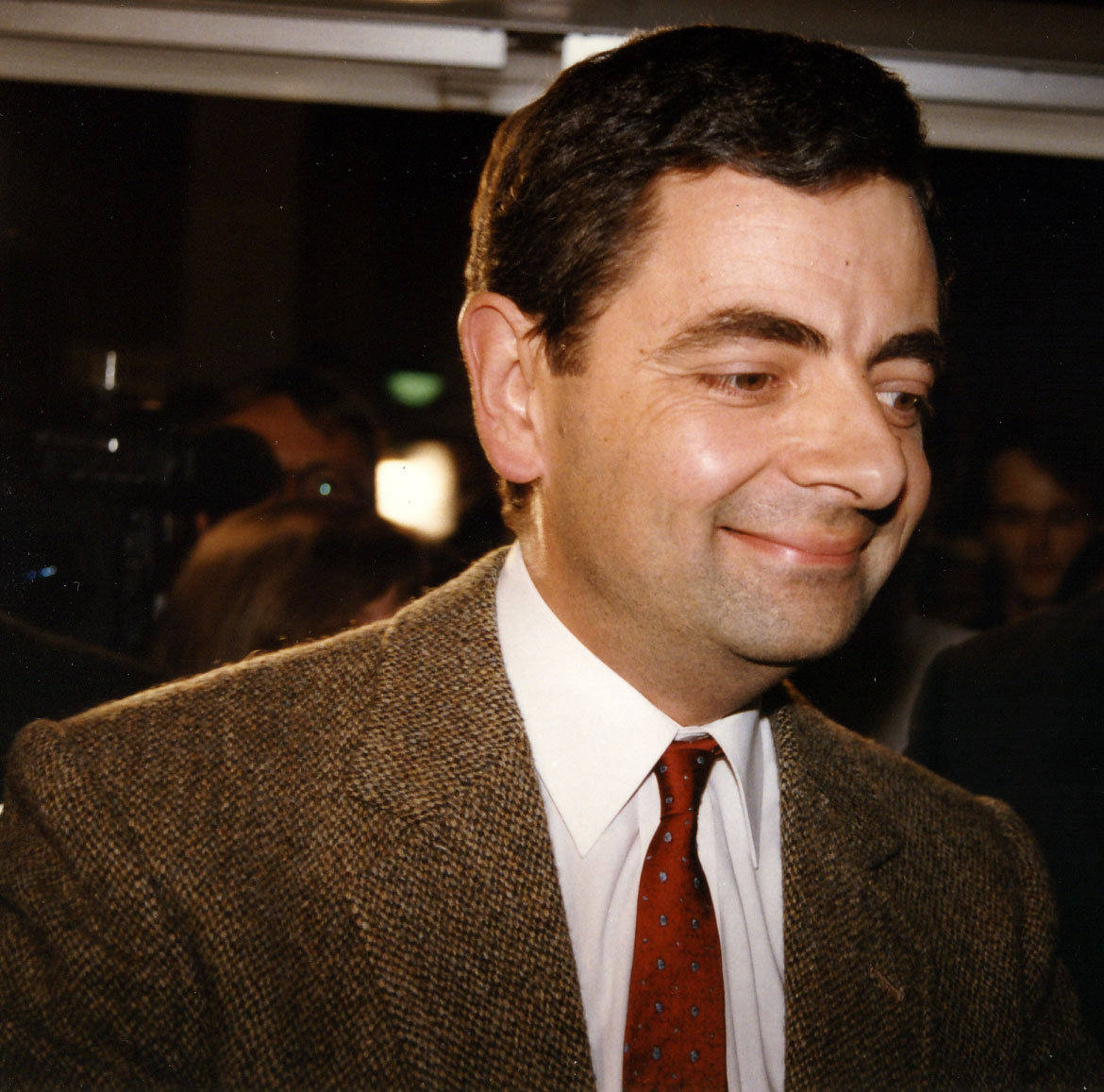
Rowan Atkinson da vida a Edmund Blackadder, protagonista de la saga La víbora negra.

A través de la mirada de Edmund Blackadder, Baldrick y sus descendientes, el espectador conocerá la historia de Gran Bretaña entre 1485 y 1917. El protagonista evolucionará intelectualmente en cada temporada, pero inversamente es degradado en su clase social.

## Detalles
- Cada Blackadder es, presuntamente, descendiente lejano del anterior. Pero los dos primeros fallecieron sin tener hijos y se da a entender que el primero murió virgen.
- El primer Blackadder fue príncipe, el siguiente un noble en la corte de Isabel I, el tercero mayordomo real al servicio del príncipe regente George y el cuarto capitán del ejército británico durante la Primera Guerra Mundial.

## Temporadas y episodios

### Temporada 1:The Black Adder(1983)
La primera serie de la saga, titulada The Black Adder, consta de seis capítulos de media hora de duración, que fueron originalmente emitidos por la BBC1 entre el 15 de junio y el 20 de julio de 1983.

#### Argumento

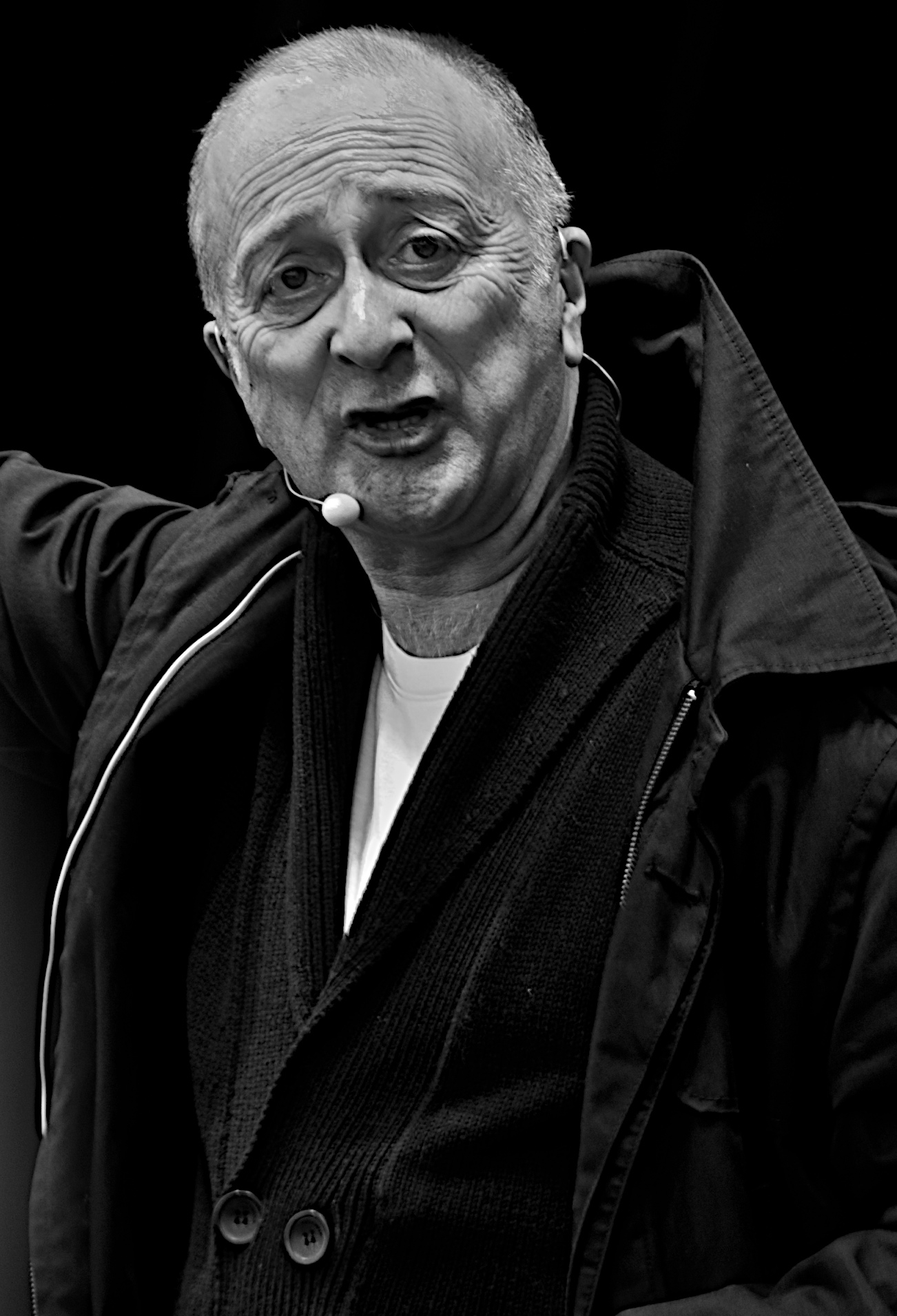
Tony Robinson da vida a las sucesivas reencarnaciones de Baldrick, el fiel siervo de Blackadder.

Ambientada en 1485, al final de la Edad Media inglés, The Black Adder se presenta como una historia secreta, que sostiene que el rey Ricardo III ganó la batalla de Bosworth, pero que fue decapitado, accidentalmente, por su sobrino, Edmund Plantagenet. Tras el acceso al trono de Ricardo IV (Brian Blessed), Edmund se convierte en príncipe, adoptando el nombre de La víbora negra. Ninguneado continuamente por su padre, Edmund hace todo lo posible por incrementar su cuota de poder, contando con la ayuda de su lacayo Baldrick (Tony Robinson) y de Lord Percy, duque de Northumberland (Tim McInnerny).
A lo largo de sus seis capítulos, la serie aborda cómicamente cuestiones de la Gran Bretaña medieval, como la Guerra de las Dos Rosas, la sucesión real, los matrimonios concertados entre las monarquías europeas, la brujería, la peste negra, las Cruzadas o el conflicto entre la Iglesia y la Corona. Los guiones de la serie incluyen varios diálogos de las obras de Shakespeare, adaptados con propósito cómico.

#### Producción
Richard Curtis y Rowan Atkinson, creadores de la serie, fueron también la pareja de guionista de la primera entrega, producida por John Lloyd. Todos los episodios fueron dirigidos por Martin Shardlow.
La serie tuvo un elevado coste, debido a la contratación de extras y caballos, al vestuario medieval y al rodaje en exteriores, principalmente en el Castillo de Alnwick y sus alrededores. Por este motivo, los responsables de la BBC rechazaron inicialmente la grabación de nuevos episodios. Para el estreno de la segunda temporada, con un presupuesto mucho más reducido, tuvieron que pasar tres años.

#### Reparto
- Rowan Atkinson como Edmund La víbora negra, duque de Edimburgo.
- Brian Blessed como Rey Ricardo IV de Inglaterra.
- Elspet Gray como la Reina consorte.
- Robert East como Harry, Príncipe de Gales.
- Tim Mclnnerny como Lord Percy, duque de Northumberland.
- Tony Robinson como Baldrick, lacayo de La víbora negra.

Además del sexteto de personajes protagonistas, la serie contó también con la presencia de varios cómicos y actores invitados, como Peter Cook (en el episodio El augurio), Frank Finlay (episodio La caza de brujas), Miriam Margolyes (episodio La barba de la infanta española) y Rik Mayall (episodio El sello negro). Los dos últimos volvería a participar en episodios posteriores de la saga.

### Temporada 2:Blackadder II(1986)

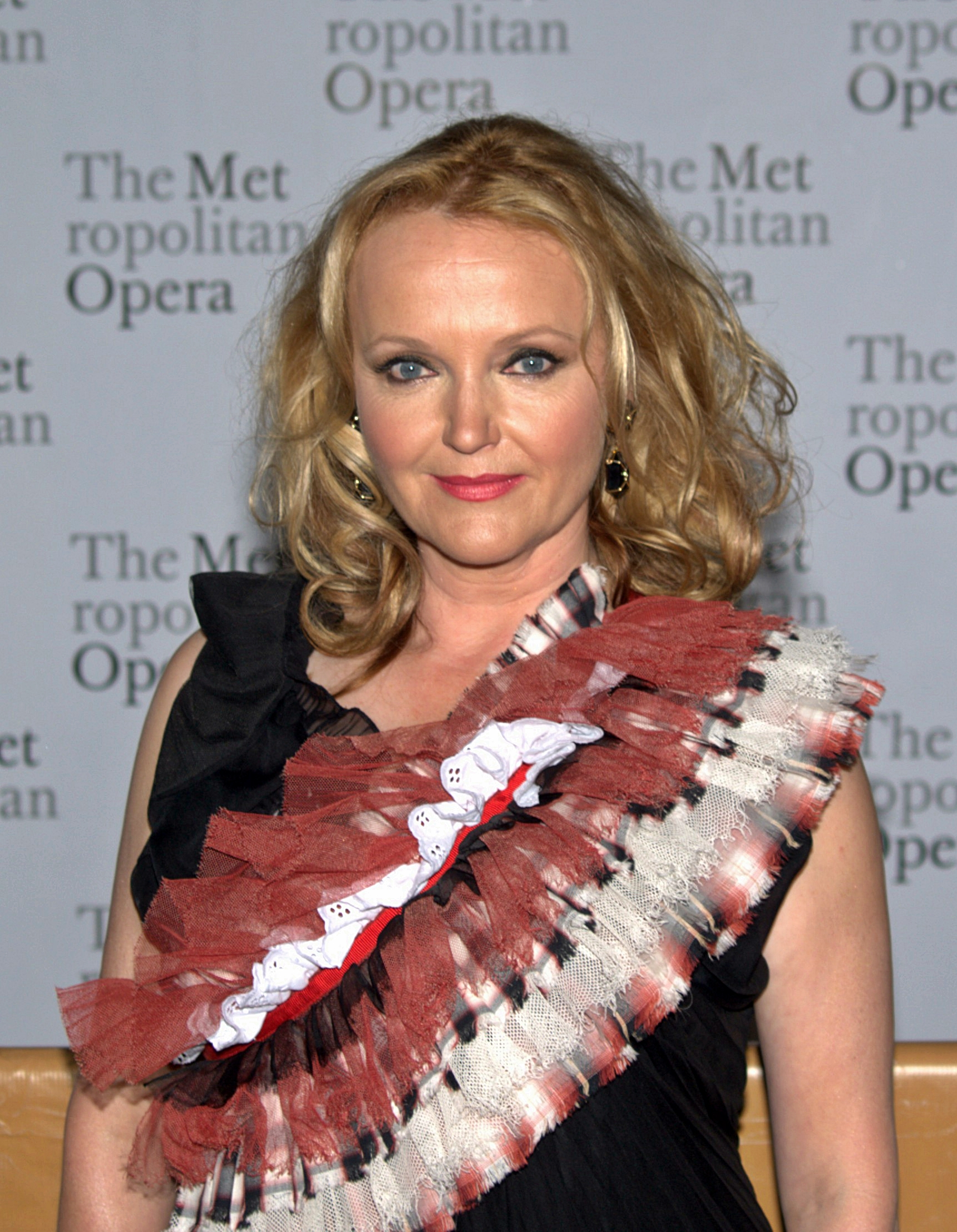
Miranda Richardson encarnó a la reina Isabel I de Inglaterra en Blackadder II.

La continuación de La víbora negra, titulada Blackadder II, consta de seis capítulos de media hora de duración, que fueron originalmente emitidos por la BBC1 entre 9 de enero y el 20 de febrero de 1986.

#### Argumento
Blackadder II se ambienta en la Inglaterra isabelina (1558–1603). El protagonista es Edmund, Lord Blackadder, aristócrata que intenta ganarse el favor de la Reina Isabel I, a quien se retrata como un personaje infantil, que aparece siempre acompañada de su Lord Chambelán, Melchett, y de su nodriza. Como en la primera serie, acompañan a Blackadder su lacayo Baldrick y Lord Percy, duque de Northumberland.

#### Producción
Ben Elton se sumó a Richard Curtis en la redacción de los guiones, reemplazando a Rowan Atkinson, mientras que Mandie Fletcher asumió la dirección. Se redujo considerablemente el presupuesto destinado a localizaciones respecto a la primera entrega de la serie. Sólo un capítulo cuenta con escenas grabadas en exteriores; el resto, se grabaron en los estudios de la BBC, utilizando esencialmente dos decorados: la cámara del trono de la Reina y el estudio de Blackadder.

#### Reparto
- Rowan Atkinson como Lord Edmund Blackadder
- Tim Mclnnerny como Lord Percy
- Tony Robinson como Baldrick
- Miranda Richardson como Reina Isabel I de Inglaterra
- Stephen Fry como Lord Melchett, Lord Chambelán
- Patsy Byrne como nodriza

La serie cuenta también con la presencia de actores invitados como Rik Mayall y Gabrielle Glaister (en el episodio Campanas), Miriam Margolyes (en el episodio La cerveza) o Hugh Laurie (en los episodios La cerveza y Cadenas).

### Temporada 3:Blackadder the Third(1987)

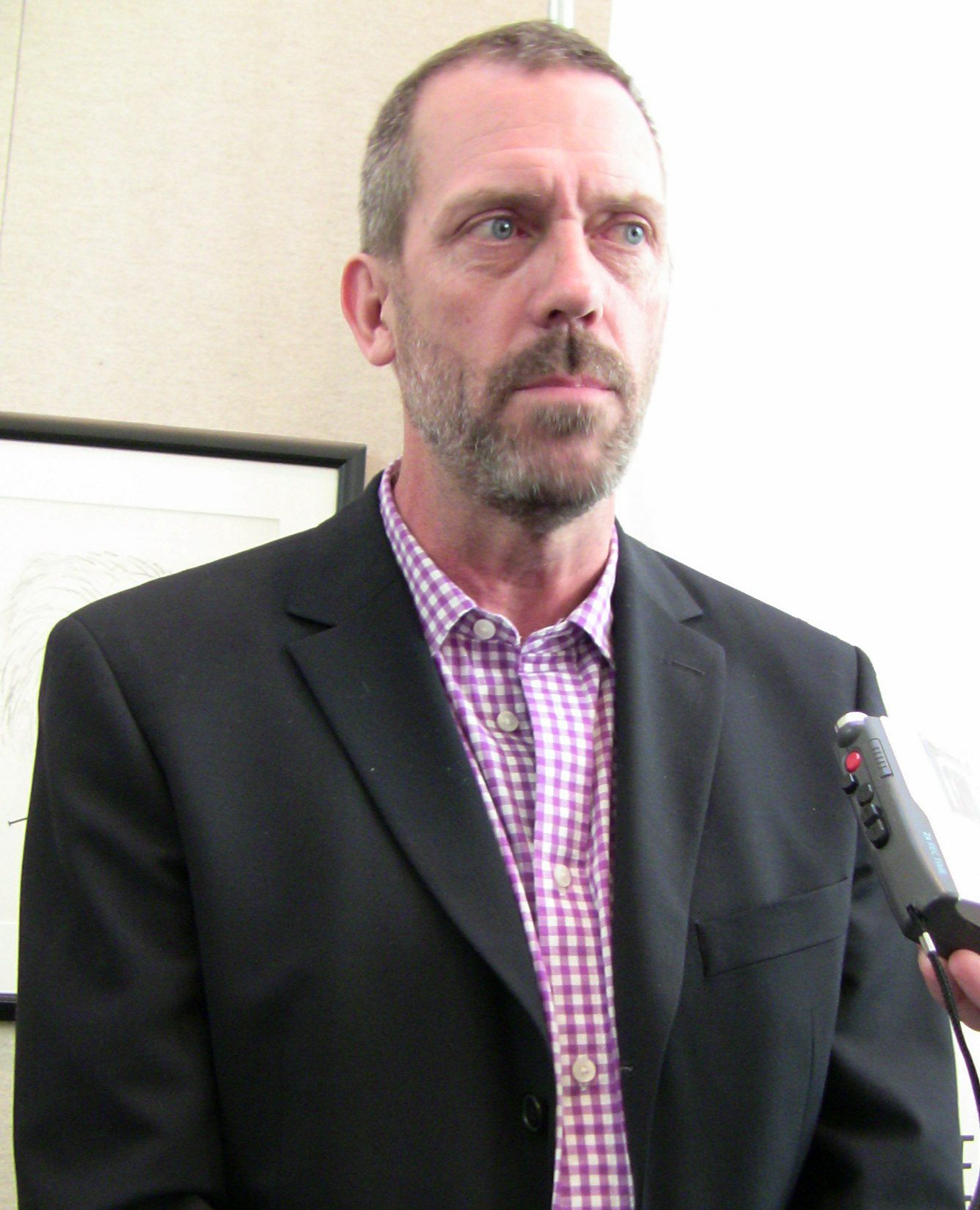
Hugh Laurie se incorporó al elenco de protagonistas de la serie en sus dos últimas temporadas.

Blackadder the Third (en español: Blackadder Tercero) consta de seis capítulos de media hora de duración, que fueron originalmente emitidos por la BBC1 entre el 17 de septiembre y el 22 de octubre de 1987. El título de cada capítulo, originalmente en inglés, es una aliteración (Ink and Incapability, Nob and Nobility, Sense and Senility, etc.), que parodia los títulos de algunas obras de Jane Austen como Sense and Sensibility o Pride and Prejudice.

#### Argumento
La serie se ambienta en el Período Regencia. El protagonista és E. Blackadder, mayordomo del príncipe Regente, Jorge IV. Al igual que en las dos series precedentes, Baldrick repite como ayudante de Blackadder, mientras que Tim Mclnnerny rechazó dar vida a una nueva reencarnación Lord Percy. Su rol como personaje estúpido y vanidoso lo asume el personaje de Jorge IV.
A lo largo de sus seis capítulos, la serie introduce cómicamente hechos y personajes históricos de la época, como la llegada al poder de Pitt El Joven, los burgos podridos, el diccionario del Dr. Samuel Johnson, la Revolución Francesa y Pimpinela Escarlata, el bandolerismo o el duelo de Arthur Wellesley, Duque de Wellington. Muchos de estos acontecimientos tuvieron lugar, en realidad, en la segunda mitad del siglo XVIII, antes del Período Regencia (1811-1820). 

#### Producción
Como en Blackadder II, Ben Elton y Richard Curtis fueron los encargados de los guiones y Mandie Fletcher repitió como directora.

#### Reparto
- Rowan Atkinson como E. Blackadder
- Tony Robinson como Baldrick, ayudante de Blackadder
- Hugh Laurie como Príncipe regente George
- Helen Atkinson-Wood como Señora Miggins

En esta serie se redujo considerablemente el elenco de actores respecto a las anteriores temporadas. Al margen del papel secundario de Helen Atkinson-Wood como Señora Miggins, el reparto se limita exclusivamente al clásico trio protagonista: Rowan Atkinson (Blackadder), Tony Robinson (Baldrick) y Hugh Laurie en lugar de Tim Mclnnerny. Laurie, que había interpretado a personajes secundarios en Blackadder II, tuvo un papel fijo en esta temporada y la siguiente. Por su parte, Mclnnerny aparece como estrella invitada en un episodio (Nobleza y esnobs), al igual que otros actores protagonistas en Blackadder II como Stephen Fry (en el episodio Duelo y dualidad) y Miranda Richardson (en el episodio Ami y amabilidad). En Blackadder the Third  también intervienen como actores invitados Robbie Coltrane (episodio Tinta e incapacidad) y Nigel Planer y Chris Barrie (ambos en el episodio Nobleza y esnobs). Así mismo, Ben Elton, guionista de la serie, realiza un cameo en un episodio (Sense and Senility).

### Temporada 4:Blackadder Goes Forth(1989)

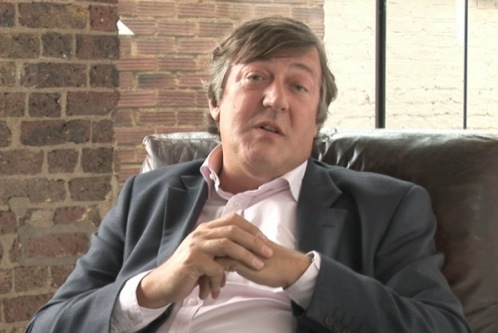
Stephen Fry dio vida al personaje de Melchett en la segunda y cuarta temporada de la serie.

Blackadder Goes Forth es la cuarta y última serie de la saga de La víbora negra. Como las entregas anteriores, consta de seis capítulos de media hora de duración, que fueron originalmente emitidos por la BBC1 entre el 28 de septiembre y el 2 de noviembre de 1989.

#### Argumento
La serie se ambienta en 1917, en plena Primera Guerra Mundial. El capitán Edmund Blackadder, el teniente George y el soldado raso Baldrick son un grupo militares británicos que combaten en las trincheras del Frente Occidental. En un castillo, a varios kilómetros de distancia del campo de batalla, el General Melchett y su asistente, el Capitán Darling (Amor en la versión española y Reina en la versión catalana), dirigen a las tropas. Lejos de obedecer sus órdenes, Blackadder hará todo lo posible por huir del frente. En esta temporada los capítulos tienen en su versión inglesa juegos de palabras que aluden a rangos militares.

#### Reparto
- Rowan Atkinson como Capitán Edmund Blackadder
- Tony Robinson como soldado Baldrick
- Hugh Laurie como Teniente George
- Stephen Fry como General Melchett
- Tim Mclnnerny como Capitán Amor[3]

Junto trio de protagonistas de la Blackadder the Third (Rowan Atkinson, Tony Robinson y Hugh Laurie), en Blackadder Goes Forth regresaron a la serie Tim Mclnnerny y Stephen Fry, que ya habían tenido papeles fijos en temporadas anteriores. Esta temporada también contó con la presencia de estrellas invitadas, como Geoffrey Palmer (en el episodio Adiós) y Adrian Edmondson (Avión privado), así como habituales de la saga como Miranda Richardson (Hospital general), además de Rik Mayall (Avión privado) y Gabrielle Glaister (La estrella y Avión privado), quienes reencarnaron, respectivamente, a sus personajes de Lord Flashheart y Bob de Blackadder II. 

### Episodios especiales

#### Blackadder: The Cavalier Years
Blackadder: The Cavalier Years es un especial, de 15 minutos de duración, realizado con motivo de la celebración del Red Nose Day, iniciativa de Comic Relief, una organización caritativa impulsada por Richard Curtis. Fue emitido por la BBC1 el 5 de febrero de 1988, entre la tercera y cuarta temporada de la serie.
El especial se ambienta entre 1648 y 1649, durante la guerra civil inglesa. Sir Edmund Blackadder (Rowan Atkinson) y su ayudante Baldrick (Tony Robinson) son los últimos hombres leales al rey Carlos I de Inglaterra (Stephen Fry), condenado a pena de muerte por el Parlamento.

#### Blackadder's Christmas Carol
Blackadder's Christmas Carol es un especial de Navidad, de 42 minutos de duración. Fue emitido por la BBC1 el 23 de diciembre de 1988, entre la tercera y cuarta temporada de la serie.

#### Blackadder: Back & Forth
Blackadder: Back & Forth es un corto cinematográfico, concebido para exhibirse en el cine SkyScape del Millennium Dome, donde se estrenó el 6 de diciembre de 1999. Posteriormente fue emitido por televisión, primero por Sky 1 y posteriormente por la BBC One.

## Música
La música de la secuencia de apertura y de los créditos de cierre de cada episodio es obra del compositor británico Howard Goodall. Aunque la canción es la misma en toda la saga, en cada temporada se interpreta con un diferente estilo, acorde con la época de ambientación de la serie.

## Recepción

### Reconocimientos
Blackadder está considera una de las mejores series británicas de la historia. La revista cinematográfica Empire la sitúa como el 20.º mejor programa de la historia de la televisión mundial. En 2004, en una votación popular de la BBC para elegir la mejor sitcom británica de la historia, quedó situada en segunda posición, solo por detrás de Only Fools and Horses. En el año 2000, la cuarta temporada, Blackadder Goes Forth, quedó situada en decimosexta posición en el ranquing elaborado por el British Film Institute sobre los 100 mejores programas de la historia de la televisión en el Reino Unido. 

### Premios
La serie ha obtenido varios premios en el Reino Unido, entre los que destacan dos BAFTA a la mejor comedia, en 1988 para Blackadder: The Third y en 1990 para Blackadder Goes Forth. Un tercer premio BAFTA fue ganado por Rowan Atkinson como mejor intérprete, en 1990. Ese mismo año, Blackadder Goes Forth obtuvo también uno de los premios anuales de la Royal Television Society, en la categoría de mejor comedia de situación. A nivel internacional, su mayor reconocimiento es un Premio Emmy Internacional en la categoría de Artes Populares, en 1983.
El resumen de premios y nominaciones de la toda la serie en los Premios BAFTA de Televisión es el siguiente:
| Año  | Temporada             | Categoría                               | Persona         | Resultado |
| ---- | --------------------- | --------------------------------------- | --------------- | --------- |
| 1990 | Blackadder Goes Forth | Mejor interpretación de entretenimiento | Rowan Atkinson  | Ganador   |
| 1990 | Blackadder Goes Forth | Mejor comedia                           | Mejor comedia   | Ganadora  |
| 1988 | Blackadder: The Third | Mejor diseño                            | Antony Thorpe   | Nominado  |
| 1988 | Blackadder: The Third | Mejor maquillaje                        | Victoria Pocock | Nominada  |
| 1988 | Blackadder: The Third | Mejor interpretación de entretenimiento | Rowan Atkinson  | Nominado  |
| 1988 | Blackadder: The Third | Mejor comedia                           | Mejor comedia   | Ganadora  |

## Libros
- Atkinson, Rowan; Curtis, Richard; Lloyd, John (2002). La Víbora Negra y toda su maldita dinastía 1485-1917. Barcelona: Edhasa. ISBN 9788435065023.